# Paolo Eleuteri Serpieri
Paolo Eleuteri Serpieri (Venecia, Italia, 29 de febrero de 1944), dibujante italiano de historietas. Conocido principalmente por su personaje Druuna.

## Biografía
De joven se muda a Roma, donde completa sus estudios de dibujo, siendo discípulo de Renato Guttuso. Posteriormente sería profesor en el Instituto de Arte de Roma.
Eleuteri Serpieri entró al mundo de las historietas (comic, en inglés) en 1975, dibujando algunas historietas para "Lanciostory", una revista italiana. Gran admirador de las historias del Lejano Oeste, colabora con la "Histoire du Far West" de Larousse e hizo, en la revista "Skorpio", la serie "I grandi miti del West".
En 1985, cambia radicalmente de género para crear Morbus Gravis, su primer trabajo donde introduce a su personaje femenino Druuna, una joven viviendo aventuras éroticas y de ciencia ficción. Sus dibujos se caracterizan por su realismo y contenido explícito en términos del sexo. Tuvo un éxito total, vendiendo más de un millón de copias en 20 idiomas. La versión en inglés es publicada por Heavy Metal.
Debido al éxito por la serie, Eleuteri Serpieri ha publicado numerosos libros, tales como Obsession, Druuna X, Druuna X 2, Croquis, Serpieri Sketchbook, Serpieri Sketchbook 2 y The sweet smell of woman. El definido trazo con que dibuja a sus heroínas es muy característico.
En febrero de 2015 publica con la editorial Sergio Bonelli Editore L'eroe e la leggenda, un especial de la historieta western Tex, donde se ocupa del guion y de los dibujos.
Eleuteri Serpieri también ha sido acreditado como diseñador en el videojuego Druuna: Morbus Gravis, basado en su personaje.

## Bibliografía

Paolo Eleutieri Serpieri en Comic - Con 2009.